# Düzköy
Düzköy ist eine Stadtgemeinde (Belediye) im gleichnamigen Ilçe (Landkreis) der Provinz Trabzon und gleichzeitig eine Gemeinde der 2012 geschaffenen Büyükşehir belediyesi Trabzon (Großstadtgemeinde/Metropolprovinz Trabzon). Seit der Gebietsreform 2013 ist die Gemeinde flächen- und einwohnermäßig identisch mit dem Landkreis.
Düzköy grenzt an keine anderen Provinzen und wurde 1960 in den Status einer Gemeinde (Belediye) erhoben, ebenfalls erkenntlich am Stadtlogo.
Düzköy war ein Bucak im Landkreis Akçaabat und wurde 1990 durch das Gesetz Nr. 3644 ein eigenständiger Kreis mit drei Gemeinden (die Kreisstadt Düzköy, Çalköy und Çayırbağı) sowie acht Dörfern (Köy). Ende 2012 bestand dieser Kreis neben der Kreisstadt aus drei Gemeinden und sieben Dörfern, die im Zuge der Verwaltungsreform 2013 in Mahalle überführt wurden, denen ein Muhtar vorstand. Die sechs Mahalle der Kreisstadt blieben unverändert, deren Anzahl stieg um zehn auf 16. Durchschnittlich war jeder Mahalle von 628 Menschen bewohnt, Çayırbağı Orta Mah. war mit 1.432 der bevölkerungsreichste.